# Mistrzostwa Świata w Kolarstwie Przełajowym 1963
14. Mistrzostwa Świata w Kolarstwie Przełajowym 1963 odbyły się we francuskim mieście Calais, 17 lutego 1963 roku. Rozegrano tylko wyścig mężczyzn w kategorii zawodowców.

## Medaliści
| Konkurencja:               | Złoto:         | Czas    | Srebro:      | Czas     | Brąz:           | Czas     |
| Klasyfikacja mężczyzn      |                |         |              |          |                 |          |
| Zawodowcy (17 lutego 1963) | Rolf Wolfshohl | 45:52 m | Renato Longo | + 1:20 m | André Dufraisse | + 2:39 m |

## Szczegóły
| Medal | Zawodnik         | Narodowość | Czas    |
| ----- | ---------------- | ---------- | ------- |
|       | Rolf Wolfshohl   | RFN        | 45:52 m |
|       | Renato Longo     | Włochy     | + 1:20  |
|       | André Dufraisse  | Francja    | + 2:39  |
| 4     | Amerigo Severini | Włochy     | + 2:39  |
| 5     | Roger De Clercq  | Belgia     | + 3:04  |
| 6     | Albert Van Damme | Belgia     | + 3:08  |
| 7     | Pierre Bernet    | Francja    | + 3:10  |
| 8     | André Foucher    | Francja    | + 3:18  |
| 9     | Huub Harings     | Holandia   | + 3:28  |
| 10    | Winfried Bölke   | RFN        | + 3:45  |

## Tabela medalowa
| Miejsce | Państwo |   |   |   |   |
| ------- | ------- | - | - | - | - |
| 1.      | RFN     | 1 | 0 | 0 | 1 |
| 2.      | Włochy  | 0 | 1 | 0 | 1 |
| 2.      | Francja | 0 | 0 | 1 | 1 |